# Johann Jacob Ohlenschlager (Politiker, 1763)
Johann Jacob Ohlenschlager (* 1763 in Frankfurt am Main (die Taufe fand am 13. Februar statt); † nach 1822) war ein Politiker der Freien Stadt Frankfurt.

## Leben
Johann Jacob Ohlenschlager (zur Abgrenzung von seinem gleichnamigen Sohn Johann Jacob Ohlenschlager auch Johann Jacob Ohlenschlager sen.) war Fischer in Frankfurt am Main. Er gehörte 1817 dem Gesetzgebenden Körper an. Von 1817 bis 1822 war er Mitglied der Ständigen Bürgerrepräsentation der Freien Stadt Frankfurt und dort von 1819 bis 1822 auch Mitglied des Stadtrechnungsrevisionskollegs.